# Маунт-Арлінгтон (Нью-Джерсі)
Маунт-Арлінгтон (англ. Mount Arlington) — місто (англ. borough) в США, в окрузі Морріс штату Нью-Джерсі. Населення — 5909 осіб (2020).

## Географія
Маунт-Арлінгтон розташований за координатами 40°55′15″ пн. ш. 74°38′27″ зх. д. / 40.92083° пн. ш. 74.64083° зх. д. (40.920851, -74.640828).  За даними Бюро перепису населення США в 2010 році місто мало площу 7,56 км², з яких 5,63 км² — суходіл та 1,94 км² — водойми.

## Демографія
Згідно з переписом 2010 року, у селищі мешкало 5050 осіб у 2283 домогосподарствах у складі 1347 родин. Було 2545 помешкань
Расовий склад населення:
| - 90,4 % — білих - 3,6 % — азіатів - 2,3 % — чорних або афроамериканців - 0,2 % — корінних американців - 1,4 % — осіб інших рас |

До двох чи більше рас належало 2,0 %. Частка іспаномовних становила 8,2 % від усіх жителів.
За віковим діапазоном населення розподілялося таким чином: 17,9 % — особи молодші 18 років, 61,7 % — особи у віці 18—64 років, 20,4 % — особи у віці 65 років та старші. Медіана віку мешканця становила 45,8 року. На 100 осіб жіночої статі у селищі припадало 85,6 чоловіків;  на 100 жінок у віці від 18 років та старших — 80,9 чоловіків також старших 18 років.
Середній дохід на одне домашнє господарство  становив 107 486 доларів США (медіана — 84 912), а середній дохід на одну сім'ю — 130 779 доларів (медіана — 97 596). Медіана доходів становила 70 638 доларів для чоловіків та 75 714 долари для жінок. За межею бідності перебувало 0,7 % осіб, у тому числі 2,0 % дітей у віці до 18 років та 0,1 % осіб у віці 65 років та старших.
Цивільне працевлаштоване населення становило 2675 осіб. Основні галузі зайнятості: освіта, охорона здоров'я та соціальна допомога — 22,3 %, науковці, спеціалісти, менеджери — 15,6 %, фінанси, страхування та нерухомість — 13,2 %.